# 1580'erne
Århundreder: 15. århundrede – 16. århundrede – 17. århundrede
Årtier: 1530'erne 1540'erne 1550'erne 1560'erne 1570'erne – 1580'erne – 1590'erne 1600'erne 1610'erne 1620'erne 1630'erne
År: 1580 1581 1582 1583 1584 1585 1586 1587 1588 1589
Begivenheder
- 1582 4. oktober - Ved indførelsen af den gregorianske kalender bestemte Gregor 13., at den 4. oktober 1582 (juliansk) skulle efterfølges direkte af den 15. oktober 1582 (gregoriansk). Hermed blev 10 dage indhentet, der omtrent svarede til den forskydning i forhold til solåret, der var opstået siden indførelsen af den julianske kalender.

Personer